# Colonie d'artistes d'Heikendorf
La colonie d'artistes d'Heikendorf est un groupe de peintres allemands installés dans l'entre-deux-guerres à Heikendorf, dans le foerde de Kiel. L'ancienne maison du peintre Heinrich Bunck (1891–1963), membre important de la formation, abrite le Künstlermuseum Heikendorf, ouvert en 2000.

## Histoire

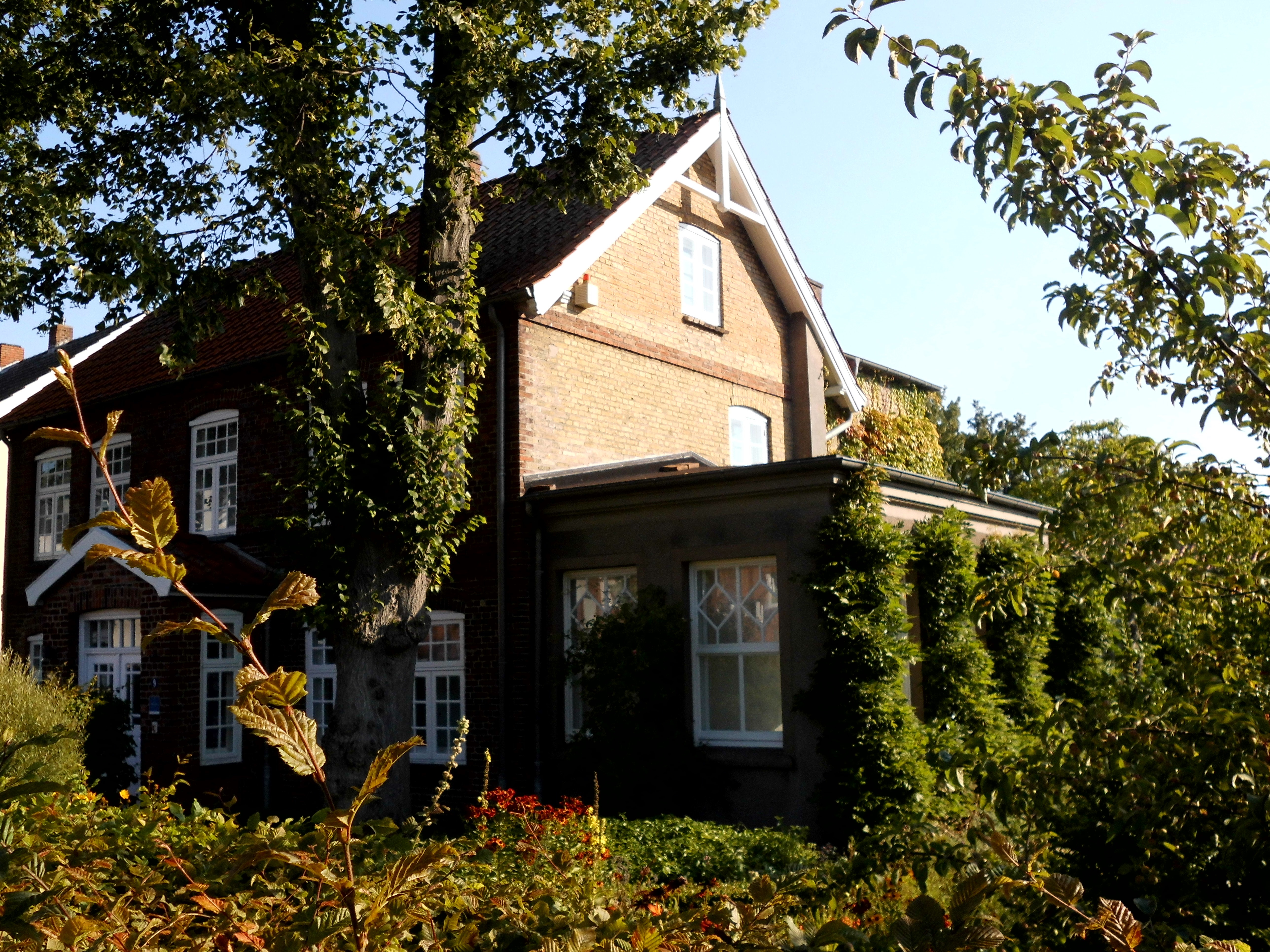
Maison atelier d'Heinrich Blunck.

En 1923, Blunck et sa femme se sont installés à Heikendorf. D'autres artistes, principalement du Schleswig-Holstein, les y ont peu à peu suivi et créé des ateliers. Ceux-ci furent pour la plupart détruits par les bombardements de la Seconde Guerre mondiale. Seule la maison Blunck est restée. Elle a été transformée en musée en 2000 et est aujourd'hui inscrite sur la liste des monuments culturels d'Heikendorf (de).

## Artistes de la colonie

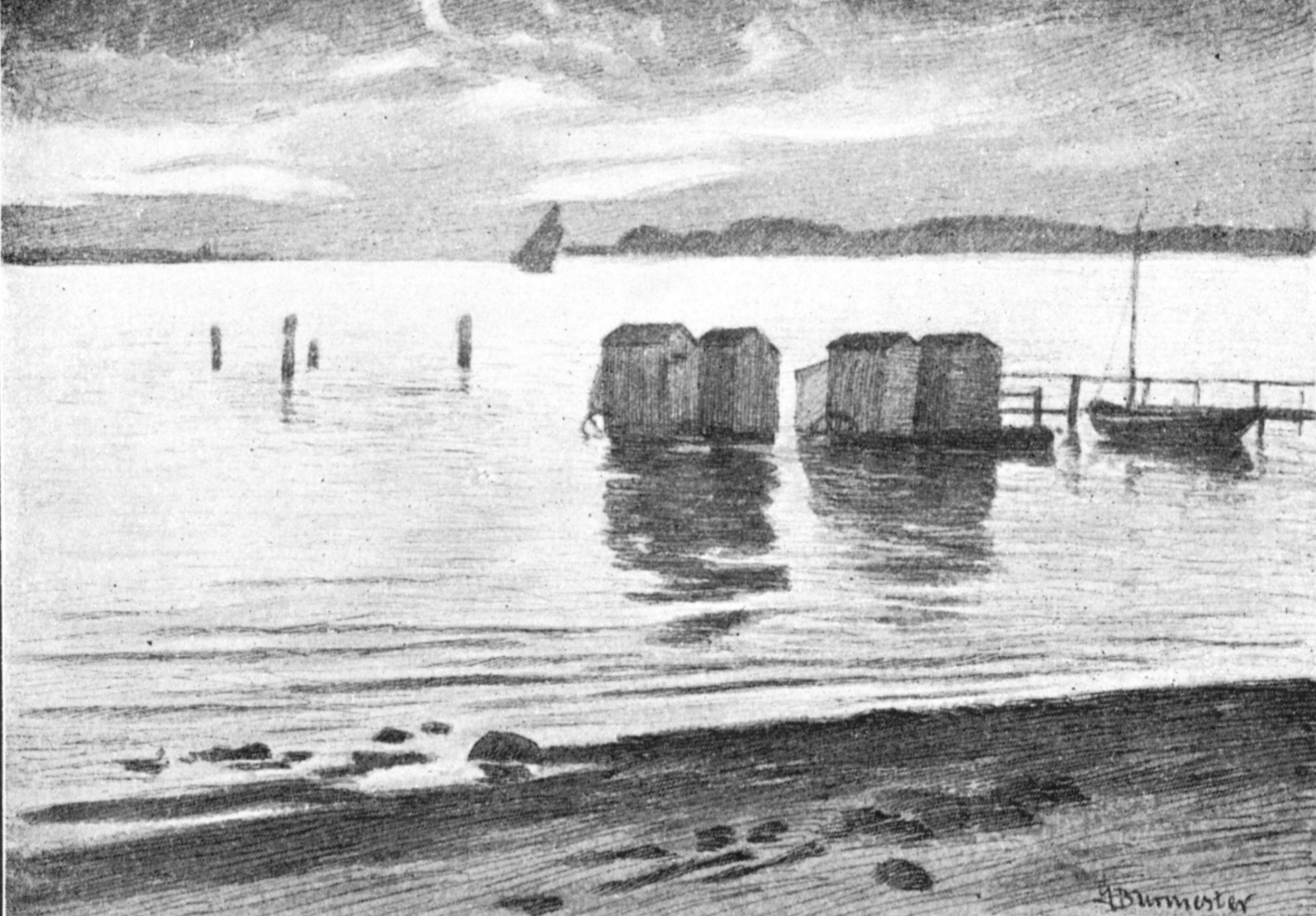
La plage d'Heikendorf (avec des roulottes de bain). Illustration de Georg Burmester dans Schleswig-Holstein meerumschlungen in Wort und Bild (1896)

- Werner Lange (de) (1888–1955)
- Georg Burmester (1864–1936)
- Rudolf Behrend (de) (1895–1979)
- Oscar Droege (de) (1898–1983)

## Liens
- (de) Künstlermuseum Heikendorf-Kieler Förde
- (de) Infos zur Kolonie und ein Gemälde von Blunck